# Ilse von Collani
Ilse von Collani (* 28. Januar 1909; † nach 1939) war eine deutsche Schauspielerin mit kurzzeitiger Filmkarriere in den 1930er Jahren.

## Leben
Eine ihrer ersten Rollen bekam sie in Johannes Guters Filmkomödie Fräulein Liselott an der Seite von Magda Schneider. Es folgten acht weitere Filme, zu den bekanntesten zählen Zu neuen Ufern und  Der Florentiner Hut. Nach Ernst Martins Operettenverfilmung Heimatland zog sie sich aus dem Filmgeschäft zurück.

## Filmografie
- 1934: Da stimmt was nicht
- 1934: Fräulein Liselott
- 1935: Eine Nacht an der Donau
- 1937: Zu neuen Ufern
- 1938: Faser-Wasser-Seifenschaum (Kurz-Dokumentarfilm)
- 1938: Wir fahren nach Amerika (Dokumentarfilm)
- 1939: Drunter und Drüber[1]
- 1939: Der Florentiner Hut
- 1939: Heimatland